# Метелево
Метелево — село в Купинском районе Новосибирской области России. Административный центр Метелевского сельсовета.

## География
Площадь села — 40 гектаров.

## Население
| 2002 | 2007 | 2010 |
| ---- | ---- | ---- |
| 669  | ↘653 | ↘579 |

## Инфраструктура
В селе по данным на 2007 год функционируют 1 учреждение здравоохранения и 1 учреждение образования.